# Стшижев (Мазовецкое воеводство)
Стши́жев (пол. Strzyżew) — село в Польше в сельской гмине Кампинос Западно-Варшавского повета Мазовецкого воеводства.
В 1975—1998 годах село входило в состав Варшавского воеводства.